# Joseph Laporte
Joseph "Joe" Laporte (Montreal, 31 de marzo de 1907 - Quebec, 12 de mayo de 1983) fue un ciclista canadiense, que compitió en diferentes pruebas en los Juegos Olímpicos de 1924 (en París) y de 1928 (en Ámsterdam).

## Palmarés
- 1930
  - 1º en los Seis días de Montreal (con Piet van Kempen)